# 黒壁スクエア

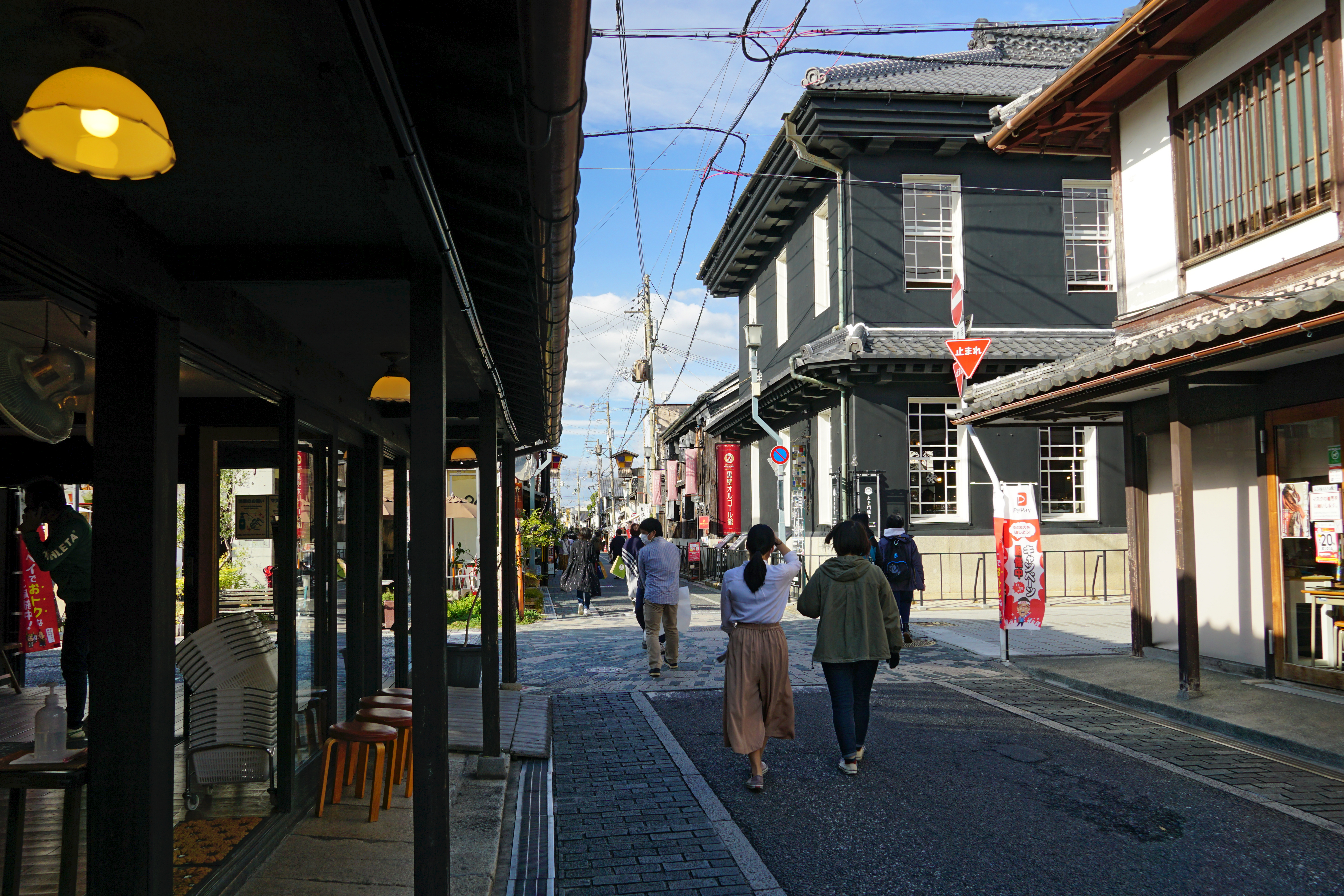
黒壁スクエア
（黒壁1號館、5號館、6號館前の交差点）

黒壁スクエア（くろかべスクエア）は、滋賀県長浜市旧市街にある、伝統的建造物群を生かした観光スポットである。黒漆喰の和風建築である「黒壁1號館」から「30號館」までの総称であるが、一般に北国街道と大手門通り（美濃谷汲街道）の交差点である「札の辻」（江戸時代に高札が立った場所であることに由来）を中心とする区域として紹介されることが多い。
江戸時代から明治時代の和風建造物の連続性が高い情緒ある町並みとその古建築を活用した美術館、ギャラリー、ガラス工房等の文化施設、レストラン、カフェ等が集積するエリアで、また日本最大のガラス芸術の展示エリアとして知られ、年間約200万人の観光客が訪れる湖北随一の観光スポットである。
大型店の郊外立地によって既存商店街が空洞化する中心市街地問題に関して、黒壁スクエアが中心市街地を活性化させたとして香川県の高松中央商店街 #高松丸亀町商店街とならんで先進事例とされている。また、旧まちづくり3法で導入されたまちづくりを運営するTMOのモデルとなった。

## 歴史

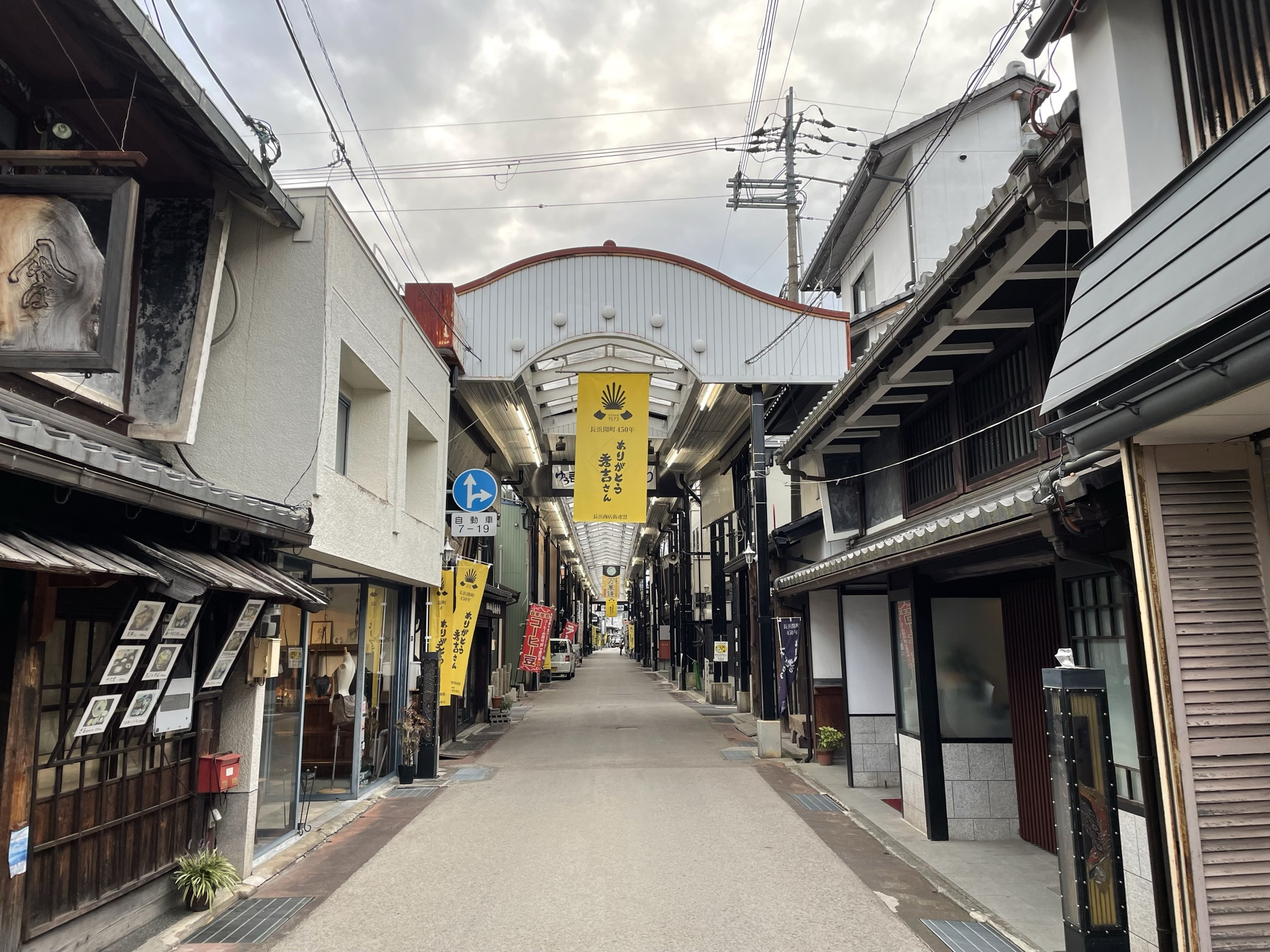
「ありがとう秀吉さん」と書いた黄色い垂れ幕

長浜は、歴史的には豊臣秀吉が初めて築城した長浜城の城下町であり、楽市楽座によって発展した商業の街である。長浜市の中心市街地は1975年ごろまでは繁盛していたが、国道8号線沿いの郊外開発によって中心街の歩行者が大きく減少し、衰退の一途にあった。特に大きな引き金となったのが1987年に開業した長浜楽市である。
旧市街地の中心である「札の辻」に建つ「黒壁銀行」の愛称で親しまれてきた旧第百三十銀行（1899年竣工）の取り壊しの危機に際し、旧市街の古建築の保存と再生のための博物館都市構想を掲げた第三セクター（長浜市と地元民間企業8社が出資）「黒壁」が1988年に設立された。
「黒壁」設立の主目的である旧第百三十銀行の保存と再生は同建築が1989年に黒壁一號館「黒壁ガラス館」としてオープンすることにより達成された。
さらに「黒壁」はこの一號館の周囲の古建築を、次々と美術館、ガラスショップ、工房、ギャラリー、カフェ、レストランへと再生してその数10館、「黒壁まちづくり」に参画する館を合わせると計30の古建築の再生に携わった。1991年に新快速が長浜駅まで延伸したこともあって観光客が増え続け、その活況はエリア内の他の古建築の再生・活用へと波及していった。
事業としては地元産業を圧迫しないガラス工芸を軸に展開し、黒壁ガラス館は2000年から2020年までで滋賀県の観光地で常に1位と2位を行き来しており、ガラス工芸が地域ブランドとして一定の認知がある。
400年の伝統に支えられた寂れた商店街と古い住宅街が、今や湖北最大の観光スポットへと変貌を遂げている。まちづくりの成功事例として内閣府、経済産業省、国土交通省からも紹介され、年間4,000件を超える視察が日本各地からあり、観光客は年間200万人前後訪れている。

## 名所・施設

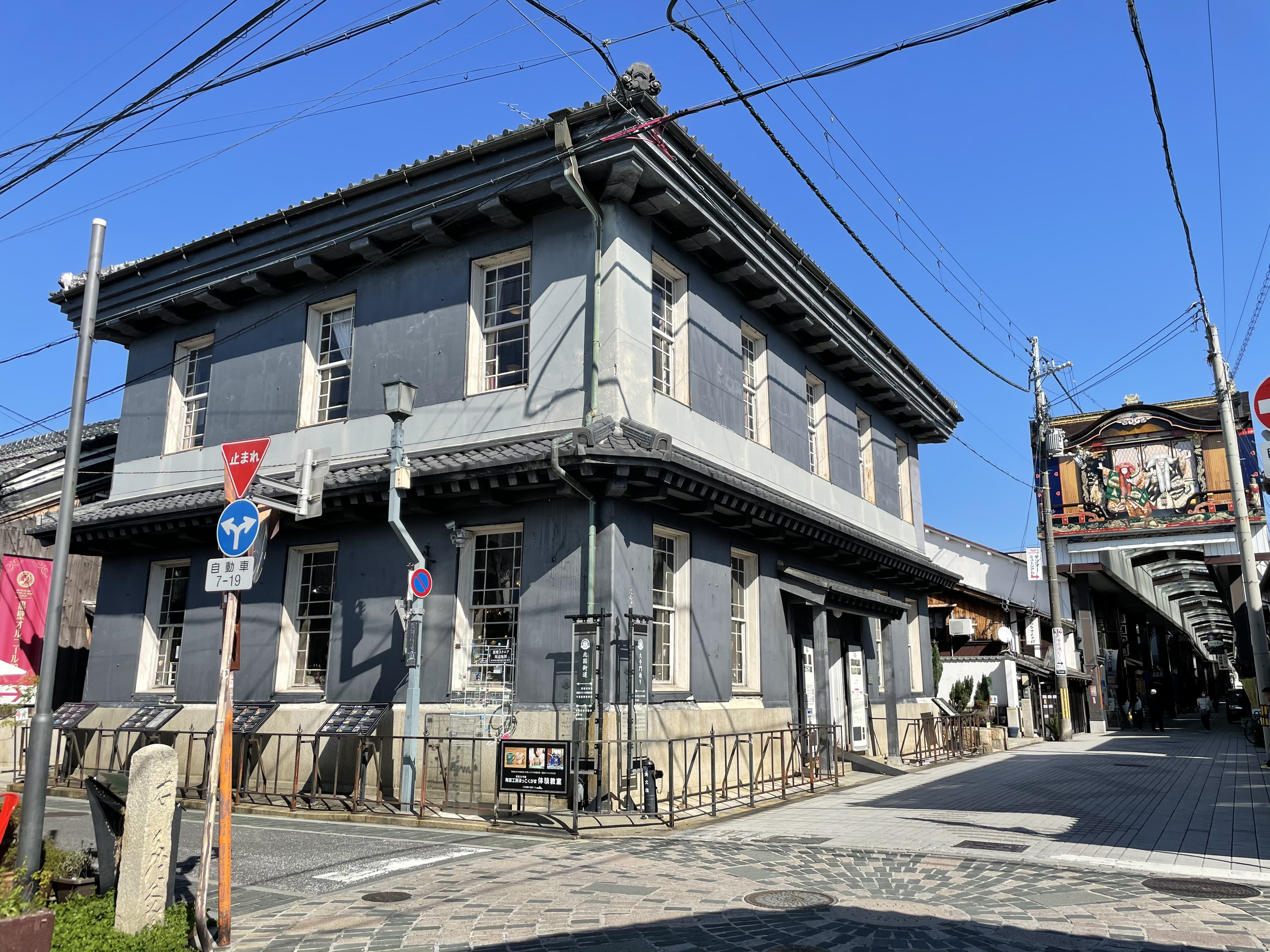
黒壁1號館（左）

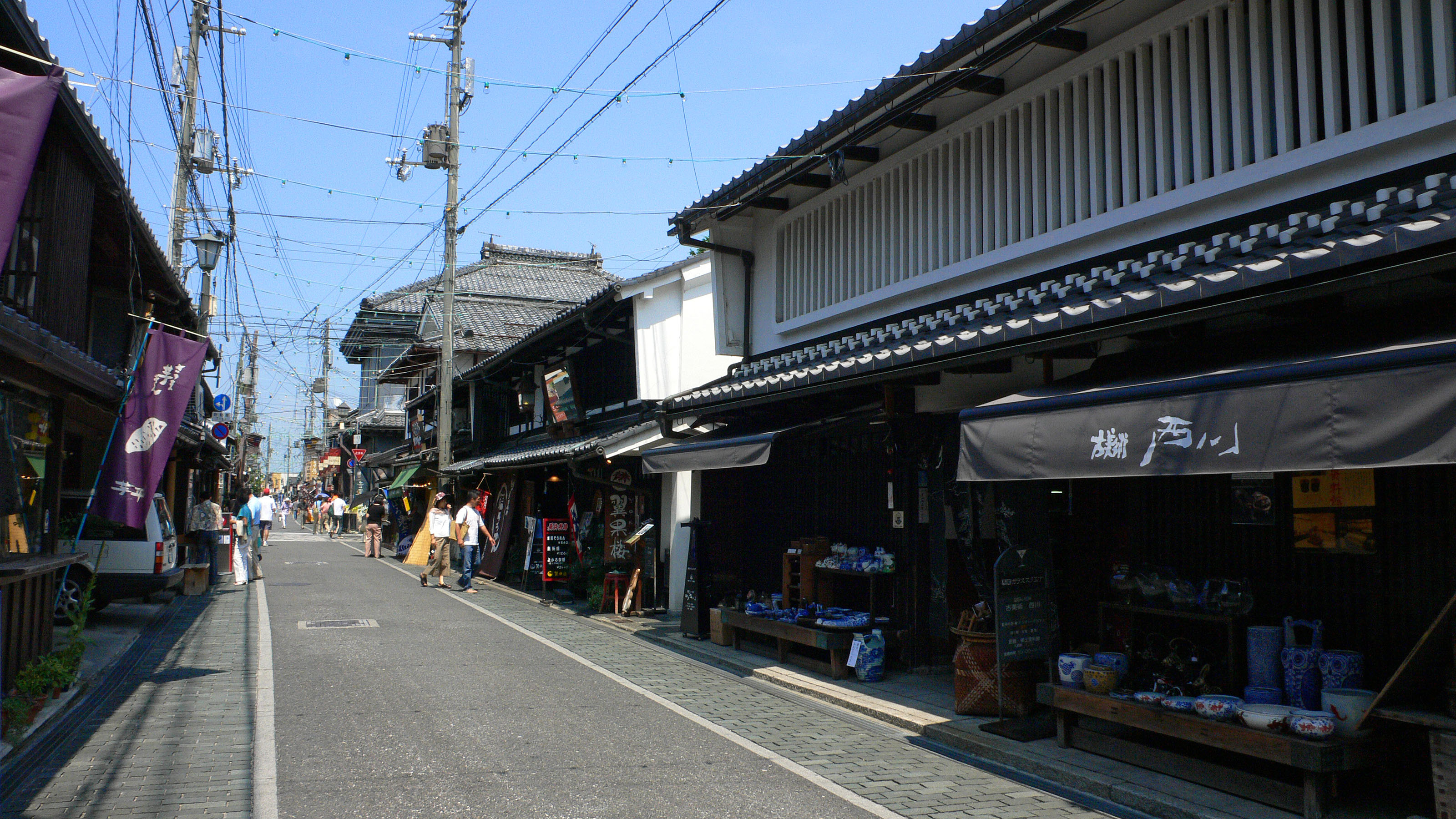
黒壁7號館（右）

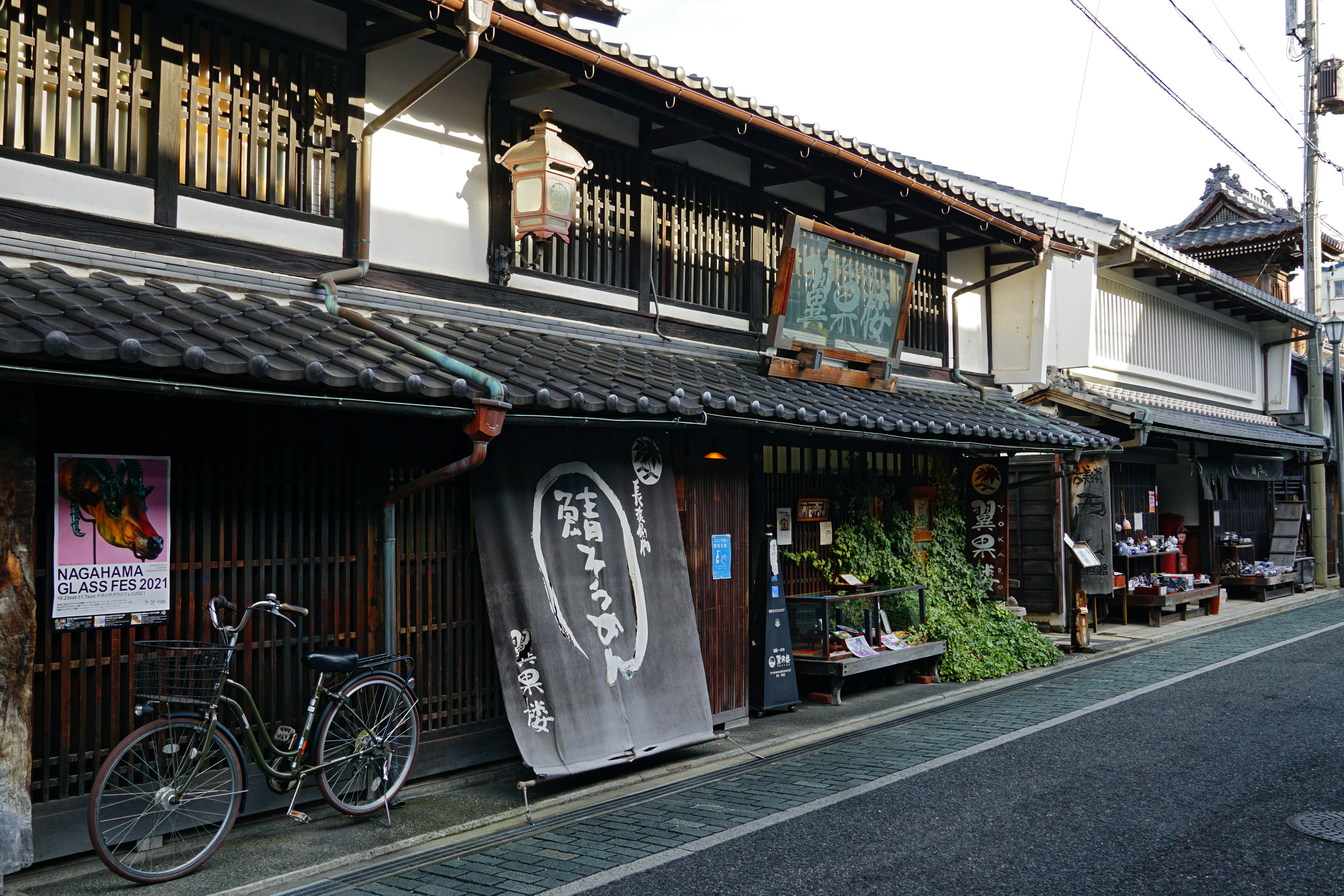
黒壁8號館「翼果楼」

- 黒壁1號館 - 黒壁ガラス館（旧国立第百三十銀行長浜支店）
- 黒壁2號館 - 黒壁ガラススタジオ（ガラス工房）
- 黒壁3号館 - 黒壁オルゴール館（オルゴール）
- 黒壁4號館 - なべかま本舗（なべかままんじゅう）
- 黒壁5號館 - 黒壁アミス（滋賀の食品など）
- 黒壁6號館 - MONOKOKORO（セレクトショップ）
- 黒壁7號館 - 古美術西川（古美術、民芸品）
- 黒壁8號館 - 翼果楼（湖北の郷土料理）
- 黒壁9號館 - 茂美志屋（名物のっぺいうどん）
- 黒壁10號館 - びわこレストランROKU（創作フレンチ）
- 黒壁11號館 - ステンドグラスショップ（ステンドグラス）
- 黒壁12號館 - 休業
- 黒壁13號館 - 黒壁体験教室（各種ガラス体験）
- 黒壁14號館 - 休業
- 黒壁15號館 - 休業
- 黒壁16號館 - 分福茶屋（甘味処）
- 黒壁17號館 - 休業
- 黒壁18號館 - 96カフェ（カフェ）
- 黒壁19号館 - 近江牛･毛利志満（近江牛のレストラン）
- 黒壁20號館 - カフェ叶 匠壽庵（和洋菓子の喫茶店）
- 黒壁21號館 - 休業
- 黒壁22號館 - そば八（石臼挽きソバ）
- 黒壁23號館 - 休業
- 黒壁24號館 - ほっこくがま（水茎焼陶芸）
- 黒壁25號館 - 休業
- 黒壁26號館 - カフェ＆パブ倫敦（喫茶）
- 黒壁27號館 - あゆの店きむら（湖魚）
- 黒壁28號館 - 海洋堂フィギュアショップ（フィギュアのガチャガチャ）
- 黒壁29號館 - 海洋堂フィギュアミュージアム黒壁（フィギュアの博物館）
- 黒壁30號館 - 休業
- 曳山博物館
- 北国街道安藤家
- 四居家住宅

## ギャラリー

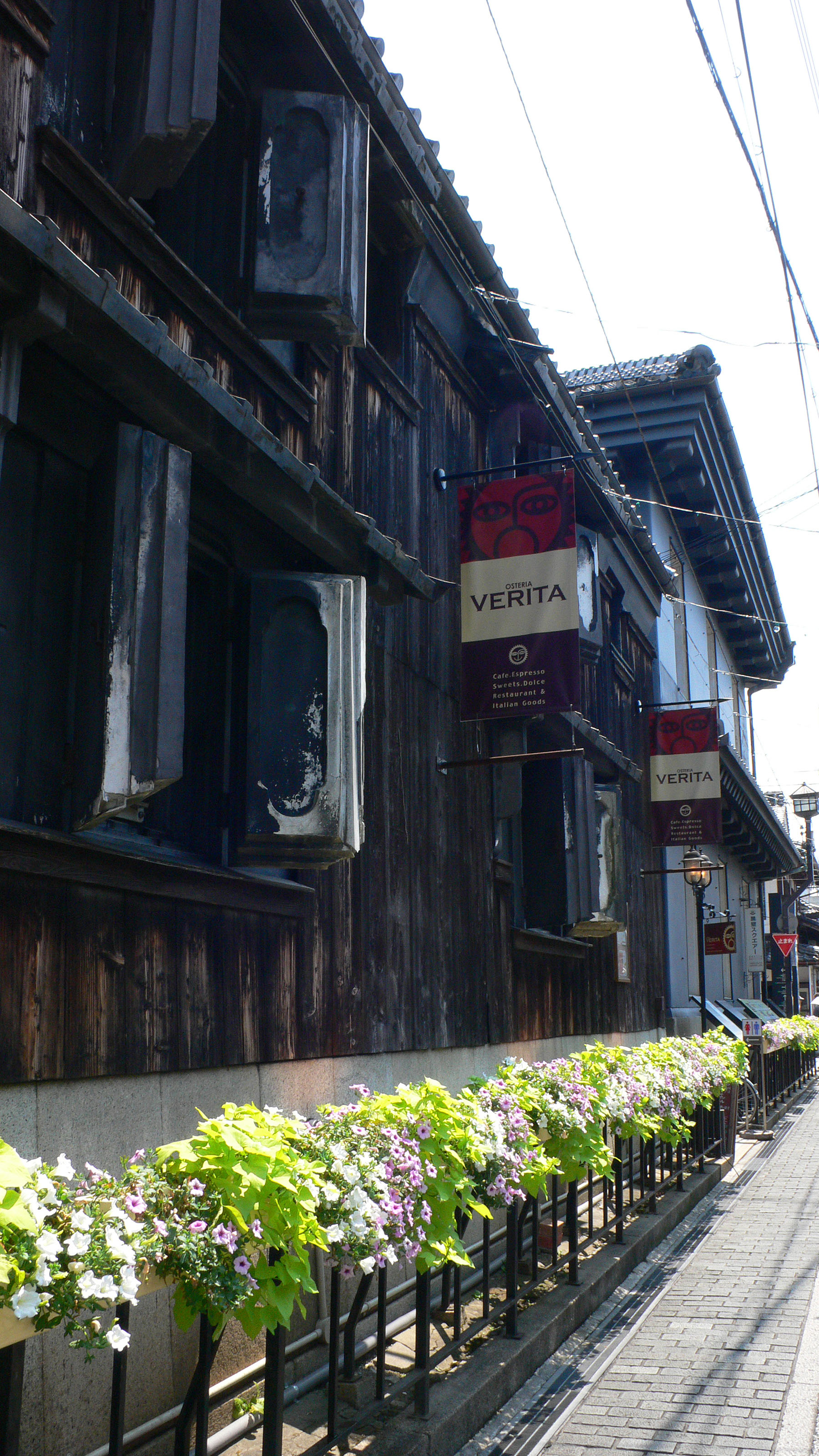
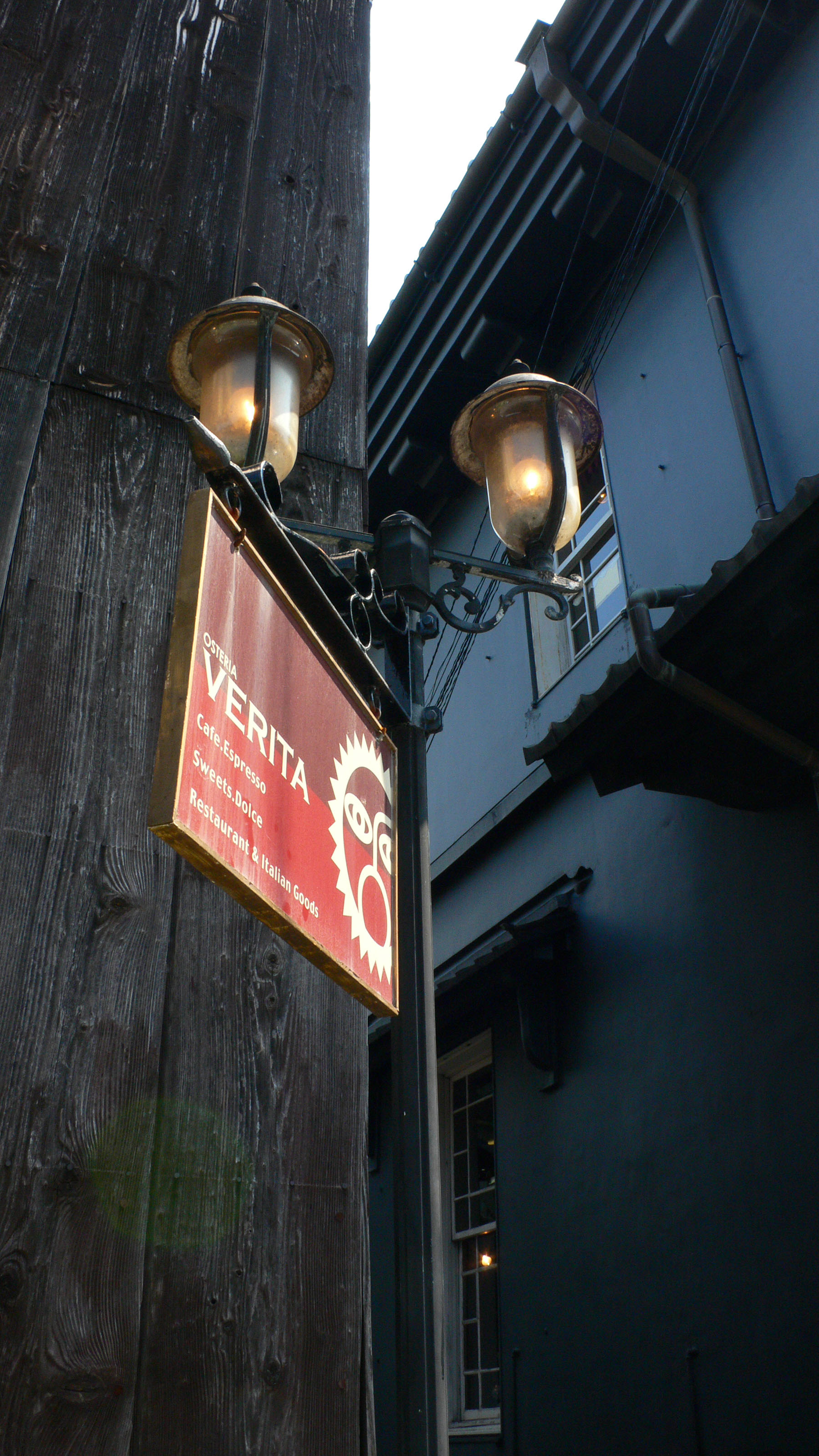
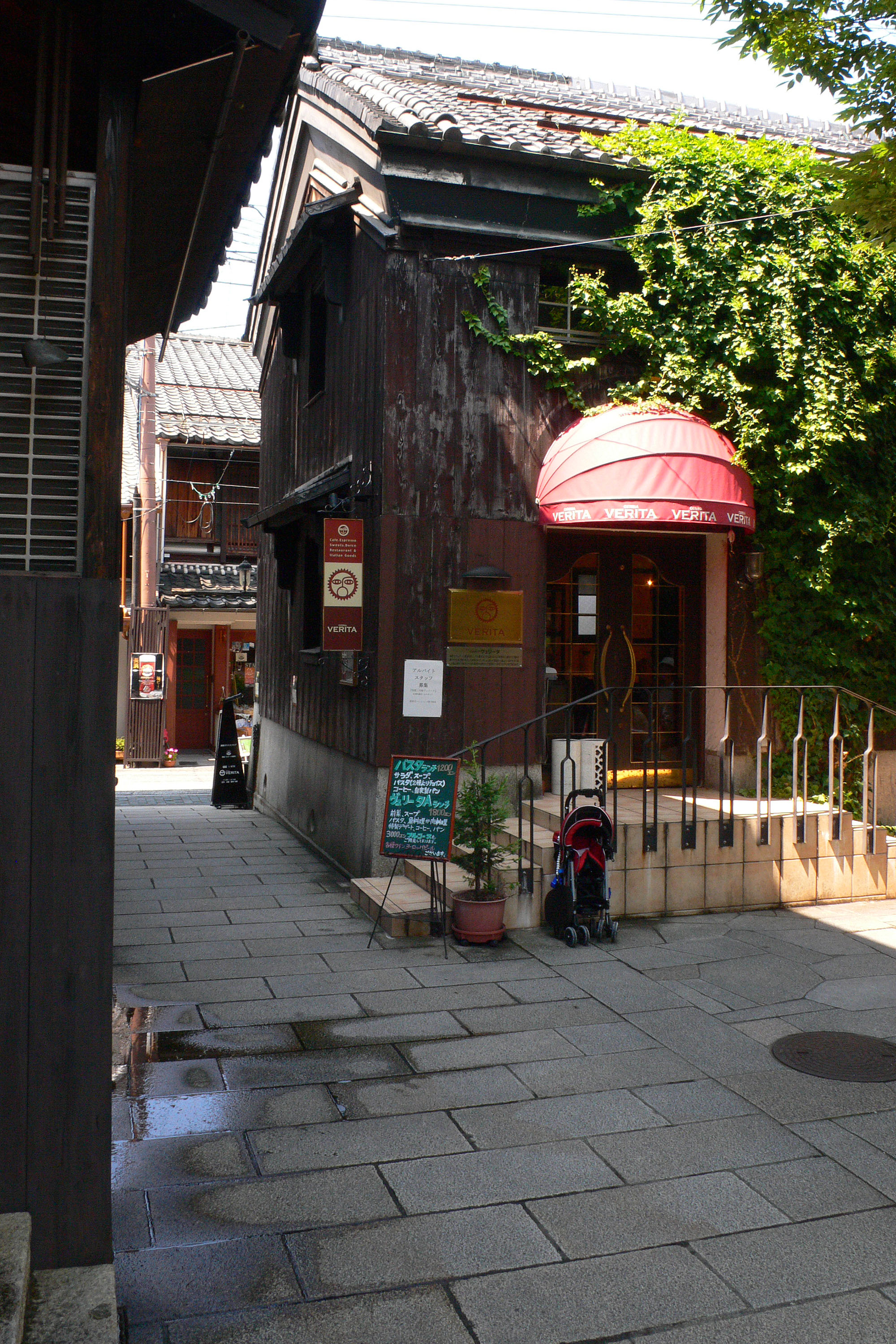
黒壁3号館の裏通り側
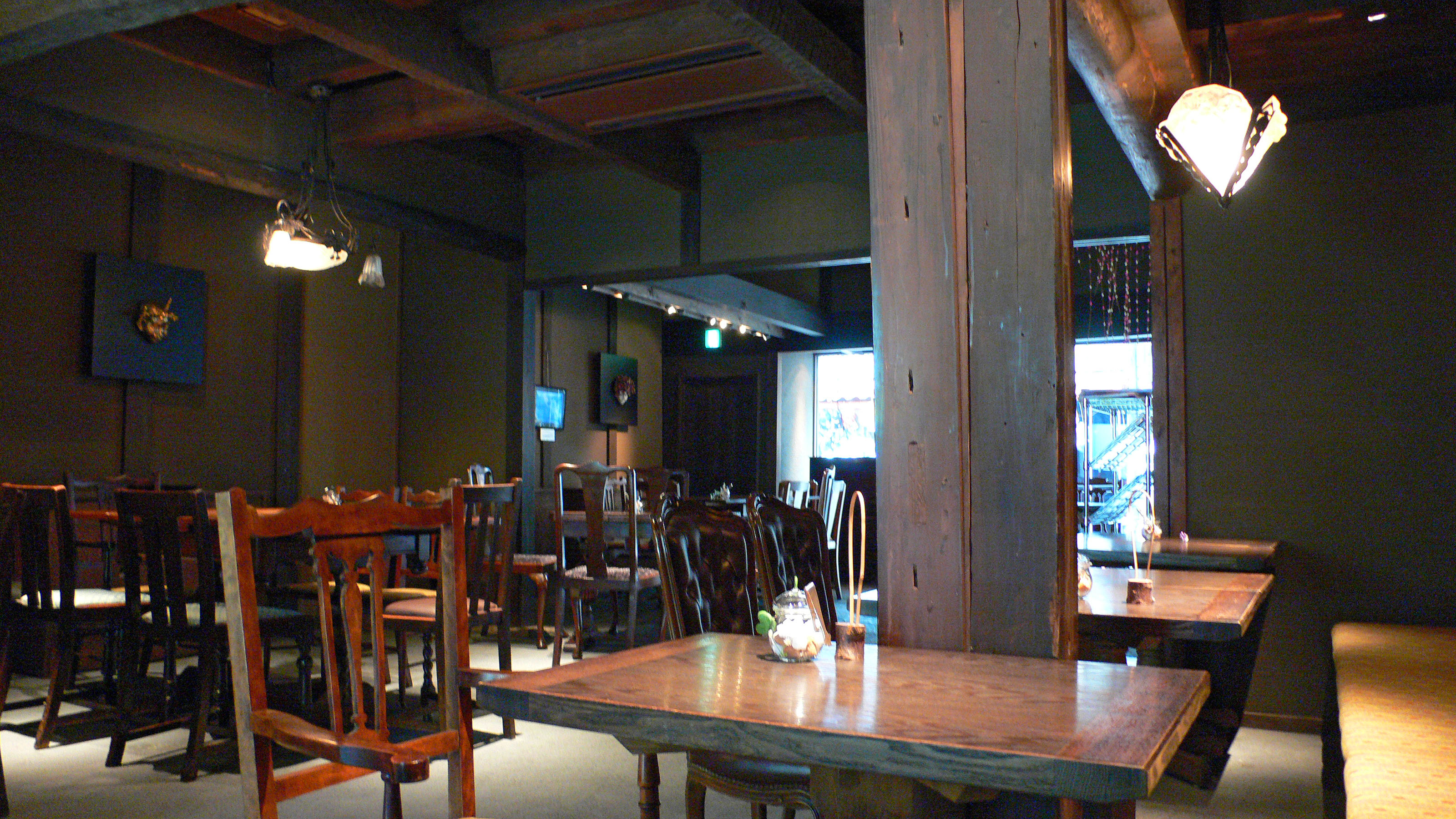

## 近隣の名所・施設
- 長浜別院 大通寺（長浜御坊）
- ながはま御坊表参道
- 舎那院
- 長浜八幡宮
- 豊国神社
- 開知学校
- 成田美術館（ルネ・ラリック作品の美術館）
- 長浜鉄道スクエア
- 慶雲館 （小川治兵衛作の回遊式庭園は国の名勝）
- 知善院
- 旧妙覚院汲月亭庭園
- 長濱浪漫ビール

## 交通アクセス
- 北陸本線（JR西日本）長浜駅 徒歩5分